# Chinmayo
Chinmayo  (* 16. Juni 1936 als Hermann Joseph (James) Schmitz in Duisburg; † 12. März 2021 in Duisburg) war ein deutscher Maler, Objektkünstler und Schriftsteller.

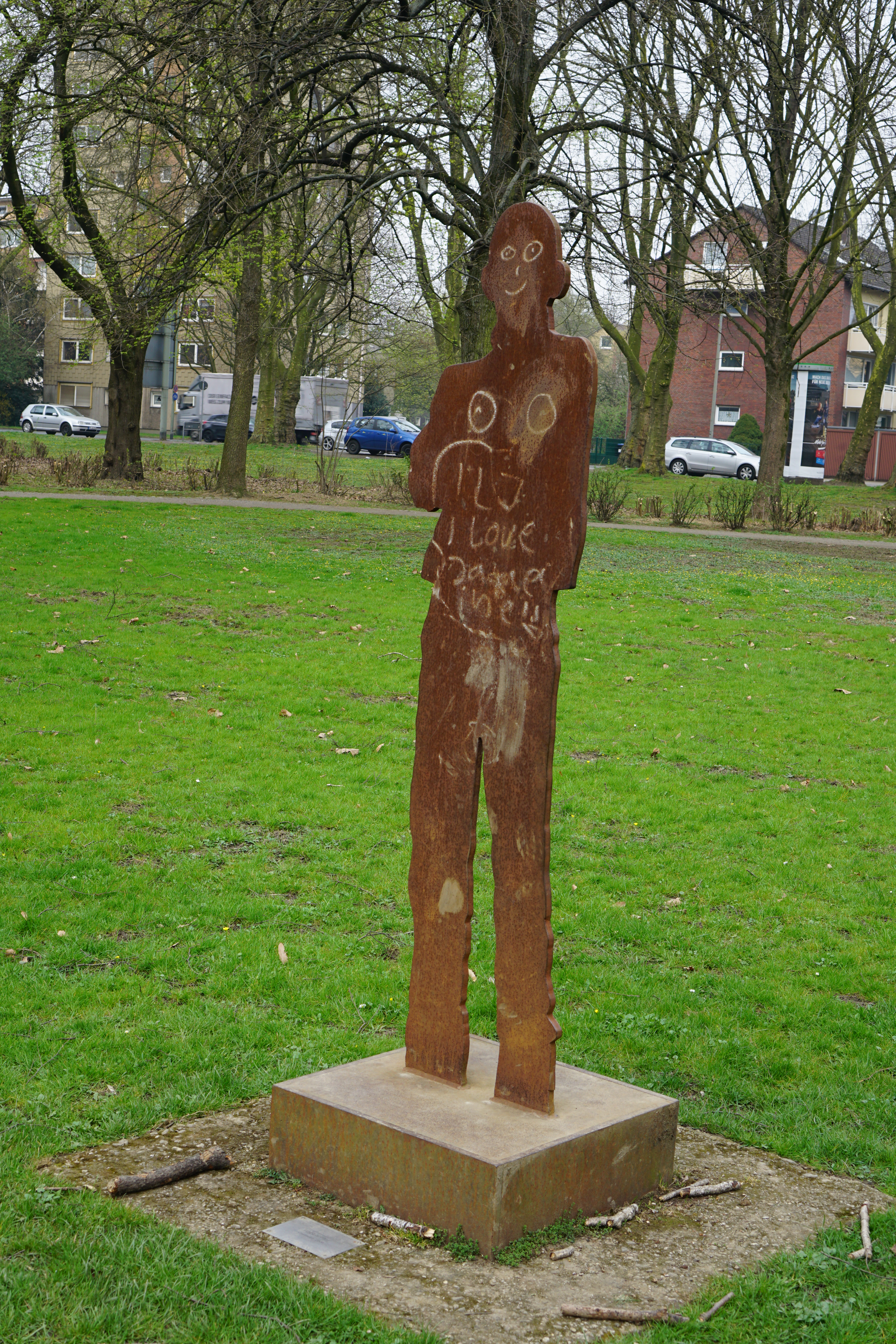
Skulptur von Chinmayo im Stadtpark Duisburg-Meiderich

## Leben
Chinmayo war seit 1966 Künstler in verschiedenen kulturellen Bereichen, vor allem der Bildenden Kunst. Nach einem Atelierbesuch von Wilhelm Wiacker wurde er 1968 Mitglied der Duisburger Sezession, der er ca. 10 Jahre angehörte. Er war Mitbegründer der Interessengemeinschaft Duisburger Künstler (IG) sowie Mitglied im Verband deutscher Schriftstellerinnen und Schriftsteller, der Europäischen Autorenvereinigung Die Kogge und des Düsseldorfer Künstlervereins Malkasten.
Seit 1980 legte er als Sannyasin seinen bürgerlichen Namen Hermann Joseph (James) Schmitz ab und gründete in Duisburg die ASANGA-Edition und Galerie am Meidericher Stadtpark. Swami Alok Chinmayo, so der volle Name des Künstlers, hat zahlreiche Publikationen verfasst, darunter „Für die Gegenwart bestimmt. Gedichte“ und „Maske und Feuer – Eine Textauswahl“.
1982, 1986 und 1989 nahm er am Künstleraustausch zwischen der damaligen UdSSR und Duisburg teil und erhielt den Duisburger Kunstpreis der Siemens Nixdorf AG. In den 1980er Jahren war Barkenings Mitglied des Duisburger Autorenquartetts „Der harte Kern“, zu dem auch die Schriftstellerin Sigrid Kruse, die Lyrikerin Elke Oertgen-Twiehaus und der Theologe Hans-Joachim Barkenings gehörten.
Er ist Begründer des Langzeitprojektes „A59 VON UNTEN Natur-Skulptur“ Stadtpark Duisburg-Meiderich. Er ist mit zahlreichen Kunstwerken im öffentlichen Raum vertreten. Im September 2020 erhielt Chinmayo als Auszeichnung für seine Verdienste um Kunst und Kultur die Mercator-Ehrennadel der Stadt Duisburg.

## Ehrungen und Auszeichnungen
- 1989 Kunstpreis der Siemens-Nixdorf AG
- 2020  Mercator-Ehrennadel  der Stadt Duisburg

## Ausstellungen (Auswahl)
Gruppenausstellungen
- 2012 „47/12“, Lehmbruck-Museum, Duisburg
- 2014 „Augenblicklich“ (u. a. mit Andrea Bender), Alte Schreinerei, Duisburg
- 2018 "Verbindung___en" (u. a. mit Serap Riedel und Martina Meyer-Heil), Katholisches Stadthaus, Duisburg

Einzelausstellungen
- 2020–2021 „Das Jetzt vergeht nie“ Galerie an der Ruhr / Ruhr Gallery Mülheim

Zahlreiche Studienreisen, Ausstellungen und Ausstellungsbeteiligungen im In- und Ausland.

## Publikationen (Auswahl)
- Swami Alok Chinmayo [Hermann James Schmitz]: Kaspar Hauser 1984. Fragmente (1984), I’ll Be Your Mirror, Reflect What You Are (1984/1988). In: Ulrich Struve (Hrsg.): Der Findling Kaspar Hauser in der Literatur. J. B. Metzler, Stuttgart 1992, ISBN 3-476-00786-3, S. 313–317, doi:10.1007/978-3-476-03383-3_67.